# Ardley End
Ardley End – wieś w Anglii, w hrabstwie Essex. Leży 21 km na zachód od miasta Chelmsford i 40 km na północny wschód od Londynu.